# Julien Gouyet
Julien Gouyet était un prêtre français, du diocèse de Paris.
Ayant eu connaissance des visions de la mystique allemande Anne Catherine Emmerich, publiées en 1852 par le poète romantique Clemens Brentano, il eut l’idée d'aller à Éphèse pour en vérifier l'exactitude. 
Le 18 octobre 1881, se fiant aux descriptions faites par la sainte, il y identifie un bâtiment en ruines appelé Panaya Kapulu, les portes de la Toute-Sainte qui correspond selon une tradition orale de bergers orthodoxes à la Maison de la Vierge Marie.
Le rapport fait a ses supérieurs de Paris et de Rome ne rencontra que le silence. 
En 1891, Sœur Marie de Mandat-Grancey, supérieure de l'hôpital français d'Izmir entendit pendant un repas la lecture d'un extrait de la "Vie de la Vierge" d'Anne-Catherine, qui décrivait précisément la maison de Marie implantée dans la région d'Ephèse. Interpellée par la quantité de détails concrets qu'il contenait, elle en informa deux prêtres lazaristes du collège français de Smyrne (Izmir).
En juillet 1891, ils décidèrent d'aller vérifier sur place ces allégations. Ils firent la découverte de ruines correspondant précisément aux visions.